# Ian Stuart
Ian Stuart, właśc. Ian Stuart Donaldson (ur. 11 sierpnia 1957 w Blackpool, zm. 24 września 1993 w Walton-on-Trent) – brytyjski muzyk, związany ze sceną punkową potem skinowską, założyciel zespołu Skrewdriver. Był znany ze swoich neonazistowskich przekonań.

## Muzyk
Stuart wychował się w Poulton-le-Fylde k. Blackpool, gdzie też założył zespół Skrewdriver w 1977 roku po tym, jak zobaczył występ Sex Pistols w Manchesterze. Przez jeden rok swojej działalności muzycy byli punkowcami. Pierwsza płyta Skrewdrivera nie zawierała żadnych narodowosocjalistycznych nawiązań i była ogólnodostępna na oficjalnym rynku. Zespół został rozwiązany w 1979 roku, ale Stuart go reaktywował w 1982 r. już z innymi członkami. W odróżnieniu od pierwotnego składu, nowy Skrewdriver był pierwszym skinowskim zespołem rasistowskim, wpasowującym się w ruch Rock Przeciwko Komunizmowi i jako taki wydał szereg albumów, np. "Hail the New Dawn", "The Strong Survive", "Warlord", "White Rider". Skład grupy często się zmieniał.
Stuart był także liderem dwóch innych zespołów, White Diamond oraz The Klansmen. Wydał również wiele albumów solowych, jak np. Patriotic Ballads razem z gitarzystą Skrewdrivera Stiggerem, które zawierały wersje tradycyjnych utworów takich jak Tomorrow Belongs to Me czy The Green Fields of France, a także utwory autorskie.
Był on jedną z najbardziej wpływowych osób w muzycznym ruchu White Pride. Głos Iana Stuarta można także usłyszeć w utworze The Invisible Empire narodowosocjalistycznego zespołu rockowego No Remorse, który nawiązuje do tradycji KKK.
Jeden z jego utworów zatytułowany jest Poland. Jest nawoływaniem do tego, by z Polski wycofali się komuniści.

## Działalność i przekonania
Stuart został liderem i założycielem organizacji Blood & Honour, skupionej wokół gazetki o tym samym tytule, prowadzonej początkowo przez parę zespołów grających R.A.C, funkcjonującej w formie nacjonalitarnych bojówek zajmujących się też rozpowszechnianiem muzyki i propagandy rasistowskiej oraz organizowaniem koncertów. Był jedną z głównych postaci, które stworzyły terrorystyczną organizację Combat 18 (znana jako C18).
Stuart był jednym z głównych organizatorów koncertu nieopodal Waterloo Station w Londynie w 1992. Kiedy grupy anty-nazistowskie dowiedziały się o tym koncercie, zorganizowały protest, który nieomal przerodził się w zamieszki. Krótko przed tym znalazł sobie pracę w supermarkecie, aby opłacić czynsz. Po tym incydencie jego pracodawca go zwolnił.
W lipcu 1993 Ian Stuart i Skrewdriver zagrali swój ostatni koncert (zorganizowany przez Andreasa J. Voigta) dla ich niemieckich przyjaciół Kreuzritter für Deutschland w Waiblingen obok Stuttgartu.
Lemmy Kilmister z Motörhead był niegdyś przyjacielem Stuarta. Suggs z Madness był jego przyjacielem we wczesnych latach 80. Do znajomości z Ianem Stuartem przyznawał się również Robert Smith lider grupy The Cure. Wszyscy oni odsunęli się od Donaldsona, kiedy ten otwarcie głosił swoje poglądy rasistowskie. W utworach Iana Stuarta słychać jednak często inspiracje zespołem Motörhead.

## Śmierć
We wrześniu 1993 Donaldson zginął w wypadku samochodowym w Derbyshire.
Anarchistyczno-punkowa grupa muzyczna MDC zrobiła ze śmierci Stuarta żart nagrywając utwór Nazis Shouldn't Drive (naziści nie powinni prowadzić).
Wiadomość o wypadku Stuarta i jego śmierci podały wiadomości MTV.